# Christy Moore and Friends
Christy Moore and Friends è un album non solo di Christy, anche se la maggior parte dei brani dell'album sono sue, il disco è tratto da una esibizione televisiva in cui sono impegnati anche gli Stockton's Wing, Planxty, Ralph McTell e Mary Black.

## Tracce
Lato A
1. John of Dreams (Bill Caddick) – Cristy Moore
2. The Maid Behind the Bar (Brano tradizionale, arrangiamento Stockton's Wing) – Stockton's Wing
3. Trip to Jerusalem (Joe Dolan) – Christy Moore
4. Streets of London (Ralph McTell) – Ralph McTell
5. Patrick Was a Gentleman (Christy Moore) – Christy Moore
6. East of Glendart (C. Moore, A. Irvine, M. Molloy, D. Lunny) – Planxty

Lato B
1. The Good Ship Kangaroo (C. Moore, A. Irvine, M. Molloy, D. Lunny) – Planxty
2. From Clare to Here (Ralph McTell) – Ralph McTell
3. Sonny Brogan's (Brano tradizionale, arrangiamento Stockton's Wing) – Stockton's Wing
4. Anachie Gordon (Brano tradizionale, arrangiamento Black, O'Beirne) – Mary Black
5. Cliffs of Dooneen (Brano tradizionale, arrangiamento Christy Moore) – Christy Moore
6. The Crack Was Ninety in the Isle of Man (Barney Rush) – Christy Moore

## Musicisti
- Christy Moore - chitarra, voce